# Ciudad federada
Una ciudad federada (en latín, civitas foederata, que significa "ciudad, estado o comunidad local aliada"), era el tipo de más rango entre las ciudades autónomas o comunidades locales bajo el dominio romano.

## Características
Cada provincia romana comprendía varias comunidades de diferente estatus. Junto a las colonias romanas o municipia, cuyos residentes tenían la ciudadanía romana o la ciudadanía latina, una provincia estaba en gran parte formada por comunidades gobernadas autónomamente por nativos (peregrini), que se distinguían según su nivel de autonomía: en su nivel inferior estaban las civitates stipendariae ("ciudades/estados tributarios"), seguidos por las civitates liberae ("ciudades/estados libres"), a los que se les habían otorgado privilegios específicos.
A diferencia de estas últimas, las civitates foederatae estaban vinculados individualmente a Roma mediante un tratado formal, llamado en latín foedus, y que era un tratado de federación en pié de igualdad. Usualmente eran ciudades que habían sido conquistadas sin resistencia. Aunque permanecían formalmente independientes, las civitates foederatae de hecho, dejaban sus relaciones exteriores a Roma, a la que estaban vinculadas por una alianza perpetua. Sin embargo, conseguían el reconocimiento de la libertas de sus habitantes y como ciudadanos de estas ciudades gozaban de ciertos derechos bajo la ley romana, como el commercium, garantizando la legalidad de sus acuerdos económicos y el connubium, reconociendo la legalidad de su matrimonio y de los hijos que tenga.
El número de ciudades federadas en la Hispania romana fue muy reducido, pudiéndose contar entre ellas a Bocchoris, Ebusus, Gades, Malaca (Hispania), Saguntum o Tarraco.
En el oriente griego, muchas de las ciudades-estado griegas (poleis) fueron formalmente liberadas y se les otorgó una especie de garantía formal de su autonomía. Como tenían una larga historia y tradición, la mayoría de estas comunidades estaban satisfechas con este estatus, a diferencia del occidente latino, donde, con su progresiva romanización, muchas comunidades buscaban un avance gradual hacia el estatus de un municipium o incluso, de un colonia.